# رافاييل فان در فارت
رافائيل فرديناند فان در فارت (Rafael ferdinand van der Vaart) هو لاعب كرة قدم هولندي ولد سنة 11 فبراير 1983 بدأ حياته الكروية في نادي أياكس أمستردام الهولندي.

## مسيرته مع الاندية

### أياكس أمستردام
بدأ حياته الكروية في نادي أياكس امستردام من 1999 حتى عام 2005

### هامبورغ
عام 2005 انتقل إلى نادي هامبورغ الألماني وبقي معه ثلاثة مواسم وكان في السنتين الأخيرتين قائد للفريق رغم أن عمره لم يتعدَ الخمس وعشرين سنة لكن مواصفاته كانت تحمل مواصفات القيادة.
في عام 2012 عاد مجددا إلى نادي هامبورغ الألماني.

### ريال مدريد
عام 2008 انتقل إلى نادي ريال مدريد الإسباني بعقد قيمته 13 مليون يورو. لعب مباراته الأولى مع ريال مديد في 8 أغسطس 2008 ضد إنديبنديينتي سانتا في الكولمبي حيث سجل هدف التعادل وساهم في تسجيل هدف الفوز. سجل آخر هدف له مع ريال مديد في 16 مايو 2010 ضد نادي مالقا.

### ريال بيتيس
انضم فان دير فارت إلى نادي ريال بيتيس الاسباني الصاعد حديثًا للدرجة الأولى بدون مقابل في يونيو 2015. لعب أول مباراة مع النادي في 24 سبتمبر 2015 وانتهت بهزيمة 2-1 أمام ديبورتيفو دي لاكورونيا.

### توتنهام
و في 2010 تم انتقاله إلى نادى توتنهام هوتسبر.

## مسيرته مع المنتخب
بدأ باللعب مع منتخب هولندا لكرة القدم في عام 2003.

## ألقابه
- الدوري الهولندي 2002/2001
- الدوري الهولندي 2004/2003
- كأس هولندا 2002
- كأس السوبر الهولندي 2002
- دوري أمستردام 2002
- دوري أمستردام 2003
- كأس الأنترتوتو 2005
- كأس الإمارات 2008
- كأس السوبر الإسباني 2008

## روابط خارجية
- رافاييل فان در فارت على موقع الاتحاد الدولي (مؤرشف)  (الإنجليزية)
- رافاييل فان در فارت على موقع الاتحاد الأوربي (الإنجليزية)
- رافاييل فان در فارت على موقع قاعدة بيانات كرة القدم.إي يو (الإنجليزية)
- رافاييل فان در فارت على موقع بيانات كرة القدم. دي إي (الألمانية)
- رافاييل فان در فارت على موقع ليكيب (الفرنسية)
- رافاييل فان در فارت على موقع ناشيونال فوتبول تيمز (الإنجليزية)
- رافاييل فان در فارت على موقع Soccerbase.com (لاعب) (الإنجليزية)
- رافاييل فان در فارت على موقع Soccerway.com (الإنجليزية)
- رافاييل فان در فارت على موقع عالم كرة القدم.نت (الإنجليزية)
- رافاييل فان در فارت على موقع AS.com (الإسبانية)